# Ladji Zito
Tamla Ladji Mékémé dit Ladji Zito est un footballeur ivoirien, né le 19 septembre 1985 à Attécoubé, commune d'Abidjan. Il évolue au poste de milieu défensif.

## Biographie
Zito est formé à l'Académie de Sol Beni de Jean-Marc Guillou en Côte d'Ivoire, puis intègre l'ASEC Mimosas en 2001. Zito est un joueur très physique avec une bonne qualité de relance. Il est repéré et transféré au MUC 72 en 2004.
Auteur d'une saison moyenne en Ligue 2, malgré la montée du club, il est prêté trois saisons d'affilée en deuxième division belge au KSK Beveren, puis en 2008 au Stade lavallois en National, où il n'arrive toujours pas à s'imposer. La même saison, il participe aux Jeux olympiques de 2008 avec la sélection ivoirienne, mais ne dispute aucun rencontre du tournoi. La sélection s'incline en quarts de finale (0-2), contre le Nigeria, futur finaliste de l'épreuve.
Il revient ensuite au Mans en jouant avec l'équipe réserve (qui joue en CFA). Il joue la finale du championnat des réserves qu'il perd 1-2 face à Lyon. Il signe ensuite un contrat pro de deux ans avec Le Mans, le liant au club jusqu'en juin 2013.
Il marque son premier but professionnel contre Istres lors du 2e tour de Coupe de la Ligue 2011-2012.
En fin de contrat en 2013, Zito quitte le club manceau, relégué en national, à la fin de l'année. L'Ivoirien aura joué en tout 64 matchs et marqué un but pour le club Sarthois. Il s'engage ensuite en Israël au Maccabi Petah Tikva FC. 
À l'âge de 28 ans, après une année en Israël, il prend la direction de la Grèce et du Levadiakos FC en Super League. En août 2015, il s'engage avec plusieurs anciens Manceaux au DCMP Imana.